# Jacob Müller (Möbeldesigner)
Jacob Müller (* 2. November 1905 in Zürich; † 29. Dezember 1998 in Ronco) war ein Schweizer Möbeldesigner, Architekt, Werklehrer und Publizist. Er gehörte mit seinen vielfältig zusammenlegbaren Typenmöbeln aus Holz zu den Schweizer Designpionieren.

## Leben und Werk
Jacob Müller absolvierte von 1921 bis 1924 eine Schreinerlehre und besuchte Kurse bei Wilhelm Kienzle an der Kunstgewerbeschule Zürich. Anschliessend folgten Lehr- und Wanderjahre. 1927 belegte Müller an der Württembergischen Staatlichen Kunstgewerbeschule am Weißenhof in Stuttgart an der Abteilung für Möbelbau und Innenarchitektur Kurse bei Adolf Gustav Schneck.
Wieder in der Schweiz war Jacob Müller ab 1928 als Architekt tätig. Sein erster selbstständig ausgeführter Bau schuf er in Schinznach. Müller machte u. a. Bekanntschaft mit dem Architekten und Bildhauer Paul Bay (1891–1952) und arbeitete in dessen Schreinerei. Zudem half er am Aufbau der Künstlerkolonie in Fontana Martina Ronco. 1929 war Müller ein Mitarbeiter beim Aufbau einer Schreinerei für das heilpädagogische Heim in Striegau.
Jacob Müller baute 1933 sein eigenes Wohnhaus mit dazu gehöriger Werkstatt in Zürich, wo er sich dem Möbelbau widmete. Ab 1938 war er Mitglied des Schweizerischen Werkbunds (SWB) und nahm 1939 an der Landesausstellung in Zürich teil. 1942 absolvierte er eine Ausbildung zum Werklehrer am Lehrerseminar Zürich-Unterstrass. 
1944 entwickelte Jacob Müller unter Mitarbeit von Hans Wallis ein Möbelprogramm für Heime und Notwohnungen. 1945 initiierte und gründete er zusammen mit innovativen Ostschweizer Schreinermeistern die «Werkgenossenschaft Wohnhilfe» in St. Gallen. Die ersten Wohnhilfe-Möbel stellen bereits Musterbeispiele für Müllers Schaffen dar. Neben seinen Entwürfen wurde auch das Schaffen anderer namhafter Designer wie Max Bill, Willy Guhl, Wilhelm Kienzle und Urs Rösch von der Wohnhilfe produziert und in den beiden Geschäftslokalen in St. Gallen und Zürich verkauft.
Jacob Müller beteiligte sich 1947 an der Gründung der Schweizerischen Arbeitsgemeinschaft für Gestaltendes Handwerk (SAGH). 1948 folgte die Entwicklung und Patentanmeldung des Leichtmöbelprogramms «Pilo» für Haus, Garten und Reise. Vielseitig, beweglich, robust, leicht und praktisch sollte dieses Klappmöbelprogramm nach Müllers Zielsetzung sein. Jacob Müller war ab 1957 auch publizistisch tätig und lebte ab 1964 im Tessin.
2011 zeigte Design+Design im Architekturforum Zürich an der Brauerstrasse 16 seine Holzmöbel. Zudem wurden die besten Stücke aus seinem Nachlass präsentiert. Sein Enkel, der Holzbildhauer Severin Müller (* 1964), fertigte zudem zehn Hocker an, die einen Prototyp seines Grossvaters aus den 1920er-Jahren aufgreifen.